# Primeiro Consistório Ordinário Público de 1891

## Cardeais Eleitores
| Nº                 | País               | Nome                | Idade              | Cargo                       | Título ou Diaconia                          |
| Cardeais eleitores | Cardeais eleitores | Cardeais eleitores  | Cardeais eleitores | Cardeais eleitores          | Cardeais eleitores                          |
| ------------------ | ------------------ | ------------------- | ------------------ | --------------------------- | ------------------------------------------- |
| 1                  | Itália             | Luigi Rotelli       | 57                 | Núncio apostólico na França | Cardeal-presbítero                          |
| 2                  | Áustria            | Anton Josef Gruscha | 70                 | Arcebispo de Viena          | Cardeal-presbítero de Santa Maria dos Anjos |

## Link Externo
- «Catholic Hierarchy» (em inglês)